# Dufourea tibetensis
Dufourea tibetensis är en biart som beskrevs av Wu 1990. Dufourea tibetensis ingår i släktet solbin, och familjen vägbin. Inga underarter finns listade i Catalogue of Life.